# Палшемское
Палшемское — деревня в Кирилловском районе Вологодской области.
Входит в состав Ферапонтовского сельского поселения, с точки зрения административно-территориального деления — в Ферапонтовский сельсовет.
Расстояние по автодороге до районного центра Кириллова — 19 км, до центра муниципального образования Ферапонтово — 5 км. Ближайшие населённые пункты — Васняково, Татарово, Ново.
По переписи 2002 года население — 8 человек.